# Aeroportul Internațional Mano Dayak
Aeroportul Internațional Mano Dayak (IATA: AJY, ICAO: DRZA) este un aeroport din Agadez, Departamentul Tchirozerine, Regiunea Agadez, Niger ce deservește zona Agadez. Aeroportul a fost tranzitat în 2020 de 7.260 de pasageri.
Situat la o altitudine de 505 m, aeroportul dispune de 1 pistă.

## Infrastructură

### Piste
Aeroportul dispune de o singură pistă. Pista are orientarea 07/25. 